# Jakići Gorinji
Jakići Gorinji – wieś w Chorwacji, w żupanii istryjskiej, w mieście Poreč. W 2011 roku liczyła 18 mieszkańców.